# 루쿠마
루쿠마(스페인어: lúcuma, 학명: Pouteria lucuma 포우테리아 루쿠마[*])는 사포테과의 과일 나무이다. 원산지는 볼리비아, 에콰도르, 칠레, 콜롬비아, 페루 등 남아메리카 서부 지역이다.

## 이름
스페인어권에서는 루쿠마 나무를 "루쿠모(lúcumo)"라, 열매를 "루쿠마(lúcuma)"라 부른다.
베트남에서는 "레끼마(lêkima)"라 불리며, 태풍 레끼마의 이름으로 쓰이기도 했다.

## 사진

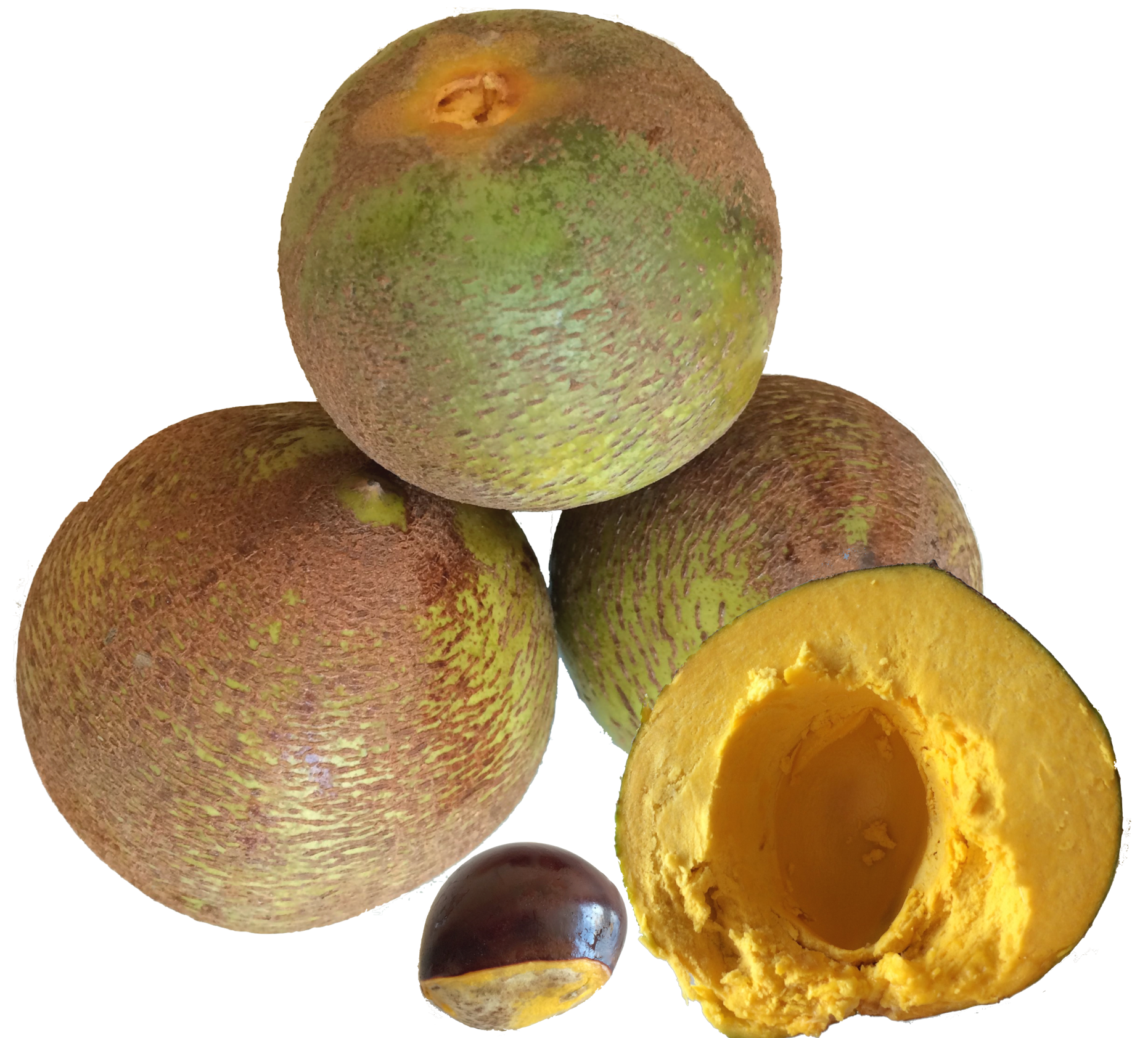
열매와 씨
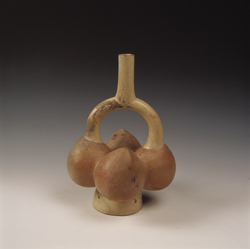
루쿠마 모양 모체 도자기